# 莫鲁斯·塞尔维乌斯·诺拉图斯
莫鲁斯·塞尔维乌斯·诺拉图斯（英語：Maurus Servius Honoratus）是约于公元4世纪前后活动的古罗马拉丁语文法学家、注释者和教师。塞尔维乌斯平生最为重要的工作就是对维吉尔所著作的三部史诗杰作（《埃涅阿斯纪》、《牧歌集》以及《农事诗》）添加注释而闻名。他的注释主要是依据埃利乌斯·多纳图斯给出的参考进行编写的，不过他只是在他不同意他的观点时才提到他的名字。因为他的注释主要是针对学校教学时用的，所以在注释中很重视语法、修辞和文体，当然他也没有忽视论题。他的一些注释显示了他的博学，他不只是引证维吉尔的著作，他还引证了泰伦斯、西塞罗、萨卢斯特、卢坎、斯塔提乌斯和尤维纳利斯等人的著作。有时候他也会引用一些相互矛盾的资料，并加上自己的意见。书中的引文对于研究神话和罗马的风土人情提供了宝贵的资料。他的作品在中世纪被广泛用作教科书；另外还有一些论著存世。

## 版本
- G. Thilo編，Servii Grammatici qui feruntur in Vergilii carmina commentarii，萊比錫1881—1887年。唯一的全本。
- 哈佛版（editio Harvardiana）
  - 第2卷：E. K. Rand、J. Savage等編，Servianorum in Vergilii carmina commentariorum editio Harvardiana，1946年
  - 第3卷：A. Stocker、A. Travis等編，Servianorum in Vergilii carmina commentariorum editio Harvardiana，1965年
  - C. E. Murgia、R. A. Kaster等編，Serviani in Vergili Aeneidos libros IX–XII commentarii，2018年
- Budé新版

## 扩展阅读
- E. K. Rand, "Is Donatus's Commentary on Virgil Lost?" Classical Quarterly 10 (1916), 158-164. Donatus's authorship of the supplementary material.
- "The Manuscripts of the Commentary of Servius Danielis on Virgil", Harvard Studies in Classical Philology 43 (1932), 77-121;
- "The Manuscripts of Servius's Commentary on Virgil", Harvard Studies in Classical Philology 45 (1934), 157-204.
- Casali, Sergio and Fabio Stok (edd.). Servio: stratificazioni esegetiche e modelli culturali / Servius: exegetical stratifications and cultural models (Bruxelles: Éditions Latomus, 2008) (Collection Latomus, 317).
- 《世界神话辞典》（鲁刚 主编，辽宁人民出版社）p. 971. ISBN 7-205-00960-X/I·77